# 拉菲尼亚 (1987年出生足球运动员)
拉菲尼亚（葡萄牙語：Rafinha），全名拉斐尔·多斯·桑托斯·德·奥利维拉（葡萄牙語：Rafael dos Santos de Oliveira，1987年6月30日—），是巴西职业男子足球运动员，现效力于日本職業足球甲級聯賽球队橫濱水手。

## 职业生涯
拉菲尼亚出道于巴西低级别球队国民竞技。2007年曾租借加盟J2联赛球队福冈黄蜂，并在5月27日联赛第18轮对阵札幌岡薩多首次代表球队出场，但他仅仅在福冈黄蜂踢了两场联赛就回到巴西。之后他先后被租借至巴西球队保利斯塔、尤文图斯竞技和沃托莱特。
2010年，拉菲尼亚再次来到日本，租借加盟J2联赛球队草津温泉。4月17日，他在草津温泉主场1比3不敌大分三神的联赛中打进在日本的首个进球。2010赛季，他代表草津温泉在联赛中出场34次，打进8球。
2011年7月13日，J联赛球队大阪钢巴宣布租借拉菲尼亚半年，以取代离队的前锋阿德里亚诺，租借期从2011年7月20日至2012年1月1日。7月27日，拉菲尼亚在J联赛第10轮的补赛中首次代表大阪钢巴出场，并在比赛中打进一球，帮助球队4比1击败鹿岛鹿角。8月20日，他在大阪钢巴主场6比3逆转川崎前锋的联赛中上演他在日本联赛的首个帽子戏法。他在2011赛季出场17次，打进11球。2012年，大阪钢巴延长租借拉菲尼亚一年。 但他在2012赛季上半季表现一般，6月30日被大阪钢巴提前解约。7月，他转而租借K联赛球队蔚山现代。他在2012年亚足联冠军联赛淘汰赛中5场比赛射进5球，帮助蔚山现代获得亚冠联赛冠军。

## 日職成績
更新日期: 2012年7月1日
| 球會表現 | 球會表現 | 球會表現 | 聯賽 | 聯賽 | 足總盃 | 足總盃 | 聯賽盃     | 聯賽盃     | 洲際賽 | 洲際賽 | 總數 | 總數 |
| 球季     | 球會     | 聯賽     | 出場 | 入球 | 出場   | 入球   | 出場       | 入球       | 出場   | 入球   | 出場 | 入球 |
| 日本     | 日本     | 日本     | 聯賽 | 聯賽 | 天皇杯 | 天皇杯 | 日本联赛杯 | 日本联赛杯 | 亚洲赛 | 亚洲赛 | 總數 | 總數 |
| -------- | -------- | -------- | ---- | ---- | ------ | ------ | ---------- | ---------- | ------ | ------ | ---- | ---- |
| 2007     | 福岡黃蜂 | J2       | 2    | 0    | 0      | 0      | 0          | 0          | -      | -      | 2    | 0    |
| 2010     | 草津溫泉 | J2       | 34   | 8    | 1      | 0      | -          | -          | -      | -      | 35   | 8    |
| 2011     | 草津溫泉 | J2       | 15   | 5    | -      | -      | -          | -          | -      | -      | 15   | 5    |
| 2011     | 大阪飛腳 | J1       | 17   | 11   | 0      | 0      | 2          | 1          | -      | -      | 19   | 12   |
| 2012     | 大阪飛腳 | J1       | 10   | 3    | 0      | 0      | 0          | 0          | -      | -      | 10   | 3    |
| 總和     | 總和     | 總和     | 78   | 27   | 1      | 0      | 2          | 1          | -      | -      | 81   | 28   |

## 獲獎獎項
- 日職最佳十一人 - 2011
- 亚足联冠军联赛 - 2012